# Naruto the Movie: Legend of the Stone of Gelel
Naruto the Movie: Legend of the Stone of Gelel (яп. 劇場版 NARUTO -ナルト- 大激突!幻の地底遺跡だってばよ, Ґекіджьōбан Наруто: Дай ґекітоцу! Мабороші но чітеіїсекі даттебайо!, Наруто: Велике протистояння! Фантомні руїни в надрах землі!) — це анімаційний фільм за сценарієм Хіроцуґу Кавасакі та Юкі Міяти, заснований на манґа й аніме медіафраншизі японського манґакі Масаші Кішімото. Вийшов у кінотеатрах Японії 6 серпня 2005 року. На відміну від попереднього фільму Ninja Clash in the Land of Snow, реліз у Сполучених Штатах відбувався відразу на відео. 26 липня 2008 року фільм транслювався на телеканалі Cartoon Network, а 29 липня 2008 року вийшов на DVD.

## Сюжет
На запустілому пляжі вирує нічна битва між ніндзя селища піску та громіздкими, схожими на роботів, броньованими воїнами. Ґаара і його союзники перемагають, приводячи до того, що броньовані воїни починають відступати в океан, тоді вони вистрілюють сигнальні ракети, виявляючи великий військовий корабель, який чекає поблизу берега.
Водночас Наруто Удзумакі, Шікамару Нара та Сакура Харуно виконують місію по знаходженню загубленого тхора, але на них теж нападають броньовані воїни разом з загадковим лицарем, на ім'я Темуджін. Після нетривалого бою Темуджіна, Наруто і знайденого тхора збиває зі скелі. Шікамару та Сакура біжать до краю, щоб перевірити, чи зможуть вони помітити свого друга, коли раптом масивна машина у вигляді гігантського рухомого собору проорює ліс і розміщується неподалік.
Наруто і Темуджін прокидаються і розуміють, що опинились у каравані на чолі з Кахіко та Еміною. На щастя, тхір, якого, як виявляється, звуть Неруґі, пережив падіння і перейнявся симпатією до Темуджіна, що не дуже подобається Кахіко, який і замовив місію по його розшуку. В той самий час Шікамару досліджує собор і знаходить кімнату, наповнену капсулами, що містять людей. Він стає свідком того, як соратники Темуджіна, Каміра та Ранке, активують капсули, які, здається, використовуються для перенесення душ у тіла броньованих солдатів.
Темуджін залишає караван, щоб повернутися до своєї справи, згодом до нього приєднується Наруто. Діставшись собору, Темуджін знайомить Наруто з людиною, на ім'я Магістр Хайдо. Хайдо повідомляє Наруто і Темуджіну про камінь Ґелель — таємничий потужний мінерал, який він планує здобути, щоб побудувати мир у всьому світі. Наруто і Темуджін прямують до пляжу, де зустрічають Канкуро, Темарі й Ґаару, який розповідає, що Темуджін насправді співпрацює з броньованими воїнами, у результаті чого починається бій. Темуджіну на підмогу приходять його соратники. Ґаара перемагає у битві з Ранке і змушує Каміру тікати. Разом з тим Шікамару і Сакура рятують Кахіко від Фуґаї. Програвши, Темуджін згадує своє минуле, Шікамару стримує його і возз'єднується з іншими.
Герої допитують Темуджіна, але він втікає разом з Кахіко. Наруто та його друзі стикаються з Хайдо на шахті ґелеля, виявляється, що задля реалізації його мети треба принести певні людські жертви, через що відбувається конфлікт. Поки Хайдо з Наруто переслідують Кахіко і Темуджіна під платформою ліфту, Шікамару, Сакура і Канкуро перемагають у битві Каміру і Фуґая. У Палаті запечатування Хайдо розповідає Темуджіну, що він вбив його батьків. Знищивши камінь ґелеля, що знаходився всередині Темуджіна, Хайдо намагається використати свою силу «справжнього», щоб убити його, але раптом броньовані солдати бунтують проти Хайдо і рятують Темуджіна. Наруто використовує зелений та помаранчевий Расенґан (яп. 螺旋丸,, Спіральна сфера чакри) , щоб знищити камінь і перемогти Хайдо, але шахта виходить з-під контролю. Темуджін використовує діру у просторі-часі, щоб знищити шахту та ледь не загибає сам, проте Наруто рятує його.
Під час титрів одужалий Темуджін та діти відпливають і прощаються з Наруто та його союзниками.

## Актори
| Роль            | Японський актор(ка) | Американський актор(ка) |
| --------------- | ------------------- | ----------------------- |
| Наруто Удзумакі | Дзюнко Такеуті      | Мейл Фленаган           |
| Сакура Харуно   | Чіе Накамура        | Кейт Хіггінс            |
| Шікамару Нара   | Шоутаро Морікубо    | Том Гібіс               |
| Ґаара           | Акіра Ішіда         | Ліам О'Браєн            |
| Канкуро         | Ясуюкі Касе         | Майкл Ліндсей           |
| Хайдо           | Акіо Ноджіма        | Дуглас Рай              |
| Темуджін        | Ґамон Каай Ю̄ко Като | Роджер Крейг Сміт       |
| Фуґай           | Урара Такано        | Карі Валгрен            |
| Каміра          | Сачіко Коджіма      | Дженніфер Хейл          |
| Ранке           | Хоуко Кувашіма      | Меган Холлінгсхед       |
| Еміна           | Томока Курокава     | Мішель Рафф             |
| Кахіко          | Начі Нодзава        | Кайл Хеберт             |